# Danique van der Veerdonk
Danique van der Veerdonk (Landgraaf, 29 november 2000) is een Nederlands hockeyspeelster. In clubverband is ze actief als verdediger bij HC Den Bosch. Sinds 2025 speelt Van der Veerdonk voor de Nederlandse hockeyploeg.

## Biografie
Van der Veerdonk komt uit voor HC Den Bosch in de Hoofdklasse. In 2025 won ze met haar club de landstitel, waarna ze op diezelfde dag door bondscoach Raoul Ehren werd geselecteerd voor de Nederlandse hockeyploeg.
Van der Veerdonk debuteerde in 2022 in de Nederlandse hockeyploeg in een Hockey Pro League 2024/25 wedstrijd tegen de Australische hockeyploeg. Daarvoor kwam ze uit voor Jong Oranje. Met Jong Oranje won ze op het WK 2022 in Potchefstroom een gouden medaille. In 2025 mocht Van der Veerdonk voor haar land aantreden op het EK 2025 in Mönchengladbach, Duitsland, haar eerste eindtoernooi. Ze maakte haar debuut op het EK tijdens het eerste groepsduel tegen Ierland.